# Гореньская группа диалектов

Карта распространения диалектов словенского языка
Гореньская группа диалектов

Го́реньская гру́ппа диале́ктов (также гореньская диалектная зона, гореньские диалекты, верхнекраинские диалекты; словен. gorenjska narečna skupina) — одна из семи основных диалектных групп словенского языка. Область распространения — исторический регион Верхняя Крайна (Гореньско) — северо-западные и центральные районы Словении. Включает два диалекта: собственно гореньский и селецкий. Носители диалектов — представители субэтнической группы горенцев, одной из групп краинцев.
К основным особенностям гореньской группы диалектов относят отсутствие дифтонгов, сильную редукцию безударных гласных, чёткое различение акута и циркумфлекса и другие языковые черты.
Гореньские диалекты наряду с доленьскими являются основой современного словенского литературного языка, в частности, вокализм стандартной нормы базируется на гореньской системе гласных.
В ареале гореньской группы диалектов (как и в ареале доленьских диалектов) с центром в Любляне формируется центральнословенский (крайнский) региональный наддиалектный разговорный язык.

## Классификация
В составе гореньской диалектной группы выделяют два диалекта:
- гореньский диалект (gorenjsko narečje):
  - восточногореньские говоры (vzhodnogorenjsko podnarečje);
- селецкий (селцский, селшский) диалект (selško narečje).

## Область распространения
Ареал гореньских диалектов размещён в западных и центральных районах Словении в верховьях реки Савы до Любляны на территории исторической области Верхняя Крайна (Гореньско). Основную часть общегореньского ареала занимает область распространения собственно гореньского диалекта с восточногореньскими говорами в его составе, незначительную часть, в верховьях реки Селшка-Сора, занимает область распространения селецкого диалекта.
С севера к области распространения гореньских диалектов примыкает ареал каринтийских диалектов, с запада — ареал приморских диалектов. На юго-западе с гореньским ареалом граничит ареал ровтарских диалектов, на юго-востоке — ареал доленьских диалектов, на востоке — ареал штирийских диалектов.

## Диалектные особенности
В числе характерных признаков гореньских диалектов отмечают следующие языковые черты:
1. Отсутствие в системе гласных дифтонгов.
2. Сильная редукция безударных гласных.
3. Аканье в заударных закрытых слогах: stárast «старость».
4. Различение акута и циркумфлекса.
5. Акцентуация, сходная с акцентуацией литературного языка.
6. Отвердение согласных l’, n’. Данное явление отсутствует в говорах Бохиньского угла.
7. Вторичная палатализация заднеязычных перед e, i — k > č, g > j, x > š в части говоров: čídat «кидать» (литер. словен. kidati); nojè «но́ги», «ноги́» (литер. словен. noge); oré:še «орехи» (литер. словен. orehe).
8. Переход ła > u̯͡a/wa: bwa «была» < bila.
9. Изменение сочетания šč (из št’) в š: táša «тёща» (литер. словен. tášča).
10. Совпадение форм среднего рода с формами мужского рода.
11. Распространение окончания -а в формах мужского рода множественного числа.